# Nederlandse kampioenschappen indooratletiek 2006
De Nederlandse kampioenschappen indooratletiek 2006 werden gehouden in Gent op zaterdag 18 februari 2006.

## Uitslagen

### 60 m
| rang   | atleet         | prestatie |
| ------ | -------------- | --------- |
| Goud   | Guus Hoogmoed  | 6,75 s    |
| Zilver | Caimin Douglas | 6,76 s    |
| Brons  | Maarten Heisen | 6,83 s    |

| rang   | atlete                | prestatie |
| ------ | --------------------- | --------- |
| Goud   | Pascal van Assendelft | 7,41 s    |
| Zilver | Mami Awuah Asante     | 7,54 s    |
| Brons  | Kristel Spierenburg   | 7,63 s    |

### 400 m
| rang   | atleet               | prestatie |
| ------ | -------------------- | --------- |
| Goud   | Bob Keus             | 47,92 s   |
| Zilver | Youssef el Rhalfioui | 48,00 s   |
| Brons  | Peter Wolters        | 48,42 s   |

| rang   | atlete               | prestatie |
| ------ | -------------------- | --------- |
| Goud   | Annemarie Schulte    | 54,13 s   |
| Zilver | Judith Baarssen      | 54,51 s   |
| Brons  | Henrieke Krommendijk | 54,77 s   |

### 800 m
| rang   | atleet                | prestatie |
| ------ | --------------------- | --------- |
| Goud   | Hugo de Haan          | 1.53,45   |
| Zilver | Michiel Löschner      | 1.53,94   |
| Brons  | Marijn van der Putten | 1.54,91   |

| rang   | atlete            | prestatie |
| ------ | ----------------- | --------- |
| Goud   | Anne van den Hurk | 2.08,28   |
| Zilver | Rachel Boddy      | 2.10,74   |
| Brons  | Evelien Ruyters   | 2.11,14   |

### 1500 m
| rang   | atleet       | prestatie |
| ------ | ------------ | --------- |
| Goud   | Arnoud Okken | 3.45,45   |
| Zilver | Dennis Licht | 3.47,86   |
| Brons  | Bas Eefting  | 3.48,66   |

| rang   | atlete           | prestatie |
| ------ | ---------------- | --------- |
| Goud   | Helen Hofstede   | 4.25,18   |
| Zilver | Lotte Visschers  | 4.27,97   |
| Brons  | Lesley van Miert | 4.29,10   |

### 3000 m
| rang   | atleet           | prestatie |
| ------ | ---------------- | --------- |
| Goud   | Ad Verwey        | 8.39,64   |
| Zilver | Erik Niemeijer   | 8.42,32   |
| Brons  | Olfert Molenhuis | 8.49,25   |

### 60 m horden
| rang   | atleet            | prestatie |
| ------ | ----------------- | --------- |
| Goud   | Gregory Sedoc     | 7,68 s    |
| Zilver | Virgil Spier      | 7,83 s    |
| Brons  | Mike van Kruchten | 8,04 s    |

| rang   | atlete             | prestatie |
| ------ | ------------------ | --------- |
| Goud   | Femke van der Meij | 8,34 s    |
| Zilver | Rosina Hodde       | 8,35 s    |
| Brons  | Jo-Ann Plet        | 8,68 s    |

### verspringen
| rang   | atleet              | prestatie |
| ------ | ------------------- | --------- |
| Goud   | Niels Teeler        | 7,25 m    |
| Zilver | Justin Francois     | 7,24 m    |
| Brons  | Rogier van den Berg | 7,16 m    |

| rang   | atlete               | prestatie |
| ------ | -------------------- | --------- |
| Goud   | Jessica Keizer       | 6,05 m    |
| Zilver | Lathoya Voorthuijsen | 5,98 m    |
| Brons  | Mirjam Boxhoorn      | 5,91 m    |

### hink-stap-springen
| rang   | atleet           | prestatie |
| ------ | ---------------- | --------- |
| Goud   | Ellsworth Manuêl | 14,76 m   |
| Zilver | Martijn Delissen | 14,63 m   |
| Brons  | Maarten Bouwman  | 14,59 m   |

| rang   | atlete          | prestatie |
| ------ | --------------- | --------- |
| Goud   | Janneke Hulshof | 12,55 m   |
| Zilver | Brenda Baar     | 11,95 m   |
| Brons  | Iris Waanders   | 11,68 m   |

### hoogspringen
| rang   | atleet           | prestatie |
| ------ | ---------------- | --------- |
| Goud   | Jan Peter Larsen | 2,21 m    |
| Zilver | Wilbert Pennings | 2,18 m    |
| Brons  | Martijn Nuijens  | 2,06 m    |

| rang   | atlete            | prestatie |
| ------ | ----------------- | --------- |
| Goud   | Marjon Leeuwis    | 1,74 m    |
| Zilver | Remona Fransen    | 1,71 m    |
| Brons  | Jacqueline Raaman | 1,68 m    |

### polsstokhoogspringen
| rang   | atleet             | prestatie |
| ------ | ------------------ | --------- |
| Goud   | Laurens Looije     | 5,65 m    |
| Zilver | Robbert-Jan Jansen | 5,20 m    |
| Brons  | Wout van Wengerden | 4,85 m    |

| rang   | atlete            | prestatie |
| ------ | ----------------- | --------- |
| Goud   | Rianna Galiart    | 4,00 m    |
| Zilver | Yvette Caldenhove | 3,85 m    |
| Brons  | Sabine Verbeek    | 3,85 m    |

### kogelstoten
| rang   | atleet        | prestatie |
| ------ | ------------- | --------- |
| Goud   | Rutger Smith  | 19,89 m   |
| Zilver | Tom Corstjens | 17,32 m   |
| Brons  | Patrick Groot | 16,79 m   |

| rang   | atlete            | prestatie |
| ------ | ----------------- | --------- |
| Goud   | Melissa Boekelman | 15,92 m   |
| Zilver | Denise Kemkers    | 15,81 m   |
| Brons  | Loes Verlaak      | 14,39 m   |

1969 · 
1970 · 
1971 · 
1972 · 
1973 · 
1974 · 
1975 · 
1976 · 
1977 · 
1978 · 
1979 ·
1980 · 
1981 · 
1982 · 
1983 · 
1984 · 
1985 · 
1986 · 
1987 · 
1988 · 
1989 · 
1990 · 
1991 · 
1992 · 
1993 · 
1994 · 
1995 · 
1996 · 
1997 · 
1998 · 
1999 · 
2000 · 
2001 · 
2002 · 
2003 · 
2004 · 
2005 · 
2006 · 
2007 · 
2008 · 
2009 · 
2010 · 
2011 · 
2012 · 
2013 · 
2014 ·
2015 ·
2016 ·
2017 ·
2018 ·
2019 · 
2020 · 
2021 · 
2022 · 
2023 · 
2024 · 
2025